# Bom Jesus da Serra
Bom Jesus da Serra là một đô thị thuộc bang Bahia, Brasil. Đô thị này có diện tích 410,033 km², dân số năm 2007 là 10096 người, mật độ 24,62 người/km².